# Mỹ Thành Bắc
Mỹ Thành Bắc là một xã thuộc huyện Cai Lậy, tỉnh Tiền Giang, Việt Nam.

## Địa lý
Xã Mỹ Thành Bắc tiếp giáp xã Hậu Mỹ Bắc B, xã Hậu Mỹ Bắc A ở phía tây, tiếp giáp xã Hậu Mỹ Trinh ở phía tây nam, tiếp giáp xã Mỹ Thành Nam ở phía đông nam, tiếp giáp xã Thạnh Lộc ở phía đông và đông bắc.
Các kênh, rạch chảy qua địa bàn xã gồm: Kênh 9, Kênh 10, Kênh 500, kênh 1 Tháng 5, kênh Ba Thước, kênh Bảy Thường, kênh Cả Gáo, kênh Cà Nhíp, kênh Cấp 2, kênh Chùa, kênh Đầu Ngàn, kênh Đìa Muồng, kênh Một Thước, kênh Ngang, kênh Nguyễn Văn Tiếp, kênh Ranh Cái, kênh Thầy Nô.

## Hành chính
Xã Mỹ Thành Bắc có diện tích 17,49 km², dân số năm 2013 là 8.075 người, mật độ dân số đạt 462 người/km².
Xã Mỹ Thành Bắc được chia thành 5 ấp: 1, 2, 3, 4, 5.

## Kinh tế – Xã hội

### Giao thông
Các con đường đi qua địa bàn xã gồm:
- Tỉnh lộ 865 theo hướng tây đông, cắt ngang phía bắc xã một đoạn ngắn;
- Đường dọc kênh 9 ở phía tây,[b] con kênh là ranh giới phía tây của xã, con đường chạy dọc kênh hiện đã trải đá xanh nhưng chưa trải nhựa;
- Đường huyện 66 chạy dọc kênh 10,[c] con kênh là ranh giới phía đông của xã, đây là đường trải nhựa, chạy từ Ngã 5 xã Mỹ Thành Nam lên đến đường huyện 59B là con đường bờ nam kênh Nguyễn Văn Tiếp, đoạn chạy trên địa bàn xã khoảng một nửa chiều dài đường huyện này;
- Đường Cả Gáo (đường huyện 68) ở phía nam xã,[d] chạy từ Ngã 5 xã Mỹ Thành Nam lên đến chợ Xoài Tư, đây là con đường trải nhựa và có bề ngang rộng nhất xã, đoạn chạy trên địa bàn xã gần một nửa chiều dài đường huyện này.

### Kinh tế
Hầu hết dân cư trong xã sống bằng nông nghiệp, canh tác lúa nước, trong hơn 1.700 ha của xã thì 1.200 ha trồng lúa 3 vụ, trong đó diện tích ruộng lúa của hợp tác xã tham gia mô hình "Cánh đồng lớn" của dự án VnSAT khoảng 750 ha. Theo thống kê 9 tháng đầu năm 2019, sản lượng lúa là 17.500 tấn. Hợp tác xã Dịch vụ nông nghiệp Mỹ Thành Bắc thực hiện liên kết sản xuất. Xã có 40 ha nuôi trồng thủy sản nước ngọt, ương dưỡng cá giống. Tổng đàn heo trên 5.200 con, đàn bò 167 con, đàn gia cầm trên 95.000 con,...
Nông nghiệp xã đang diễn ra chuyển đổi từ trồng lúa sang trồng cây ăn trái đặc sản với 164 ha, trong đó, sầu riêng 7,5 ha, mít trên 111 ha, dừa 30 ha, còn lại là bưởi da xanh và các loại cây ăn trái có múi.
Trung tâm mua bán của xã là chợ Xoài Tư, nằm ở phía tây xã, thành lập năm 2008 theo hình thức BOT.

## Di tích khảo cổ
Di tích khảo cổ Đìa Tháp của văn hóa Óc Eo ở khu vực quanh chùa Trường Tháp, tọa lạc tại ấp 4.

## Ảnh

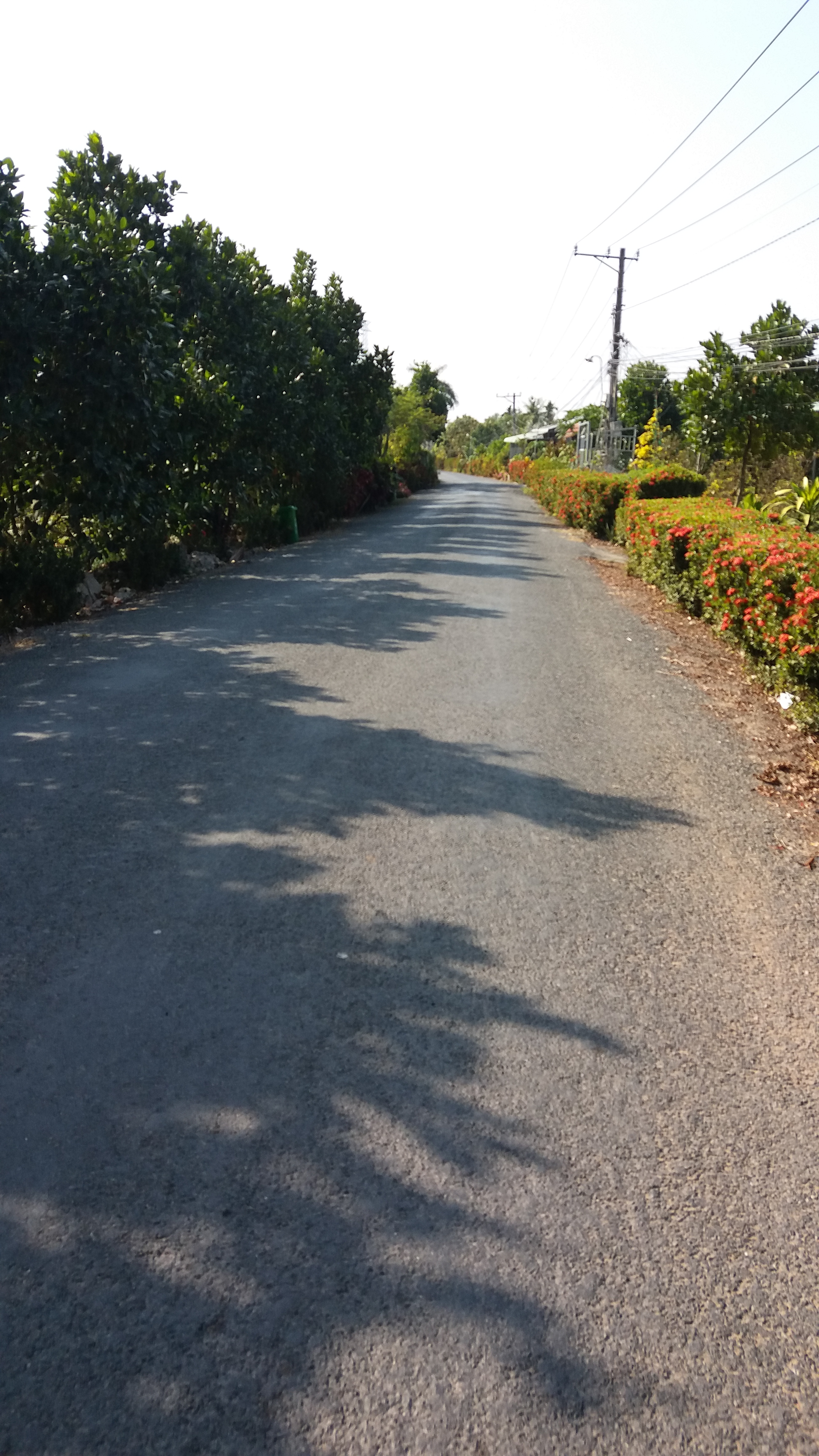
Huyện lộ 68.
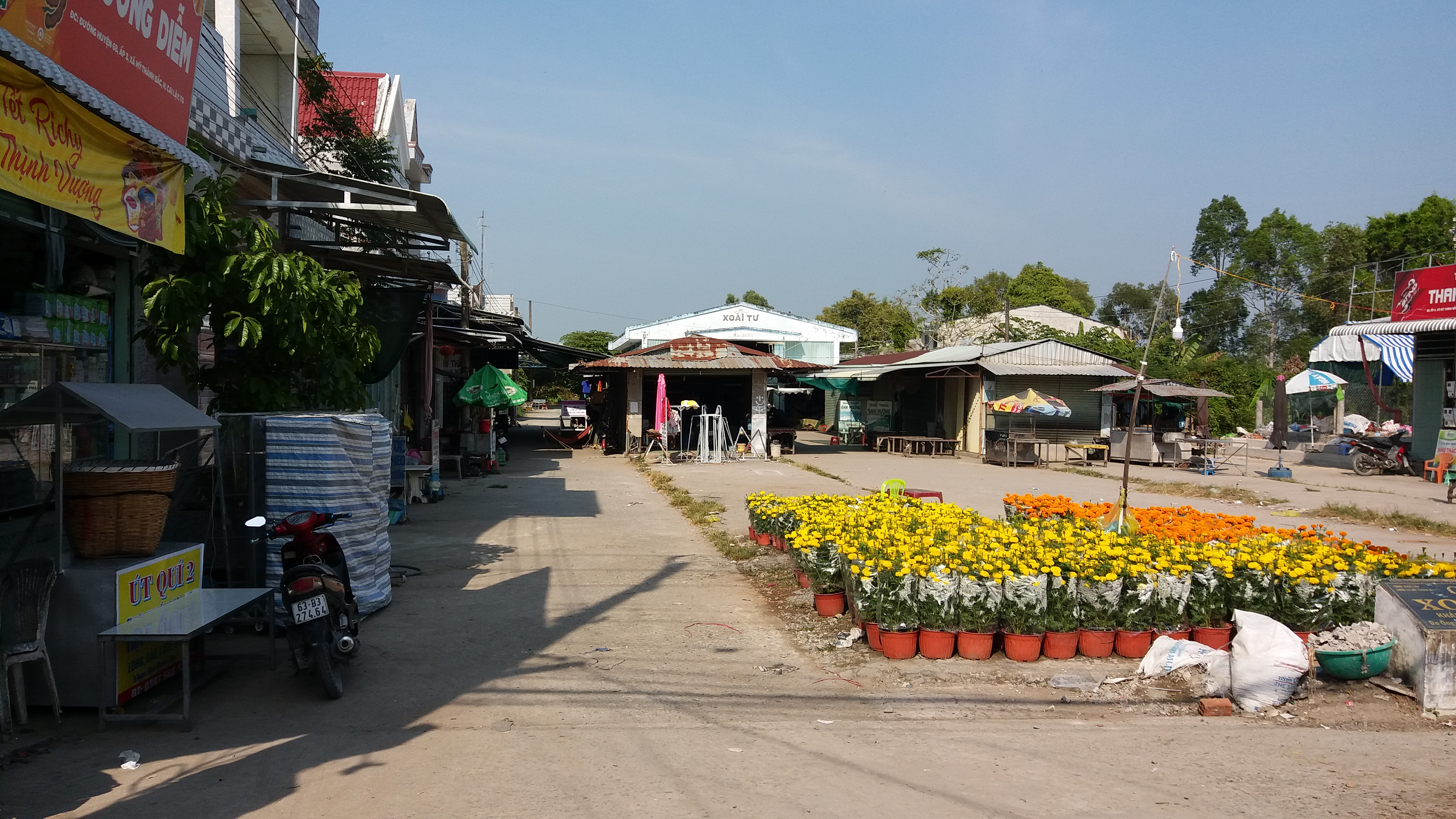
chợ Xoài Tư.
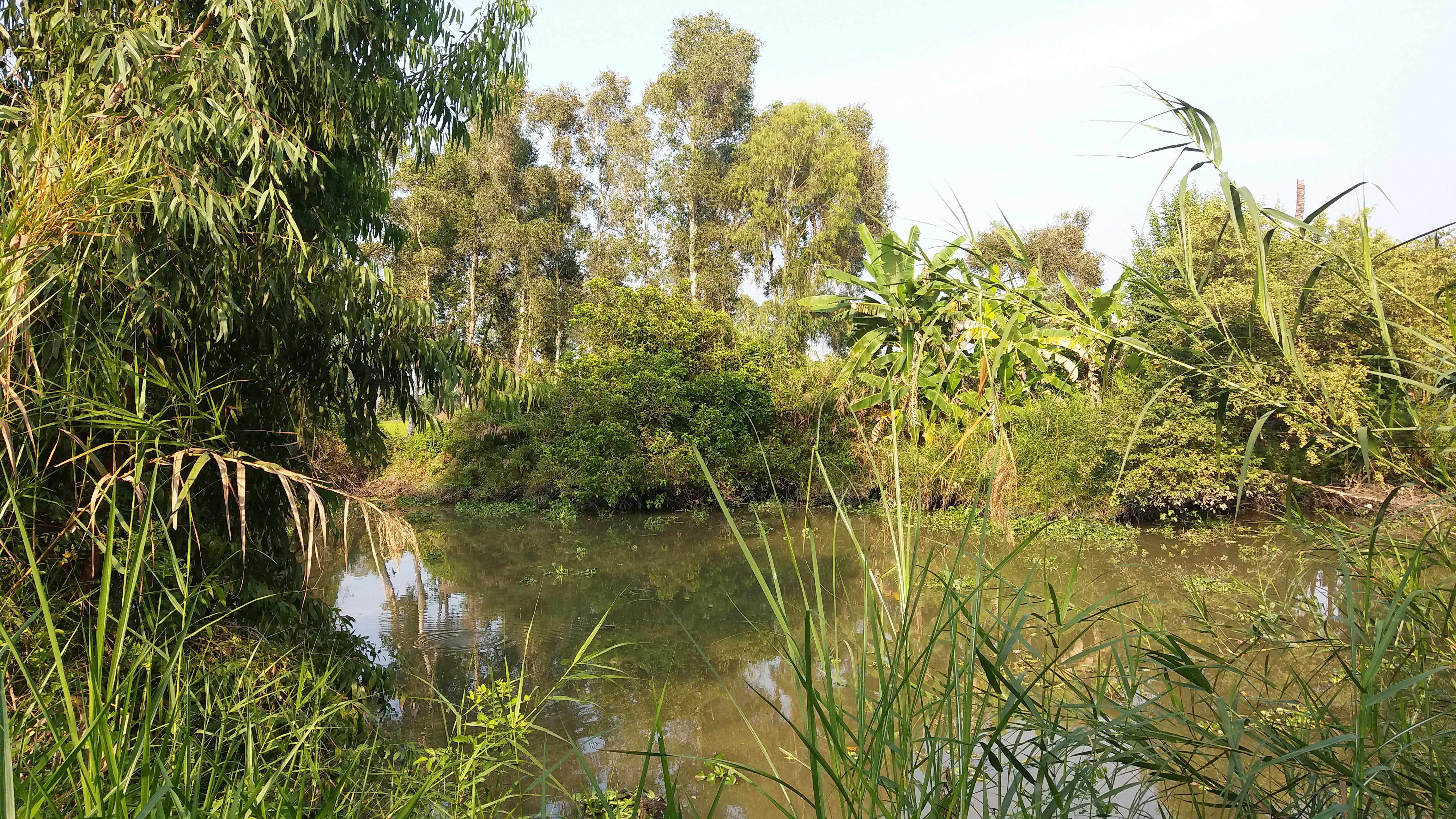
kênh Một Thước, từ bờ thuộc xã Hậu Mỹ Trinh nhìn sang bờ thuộc Mỹ Thành Bắc.
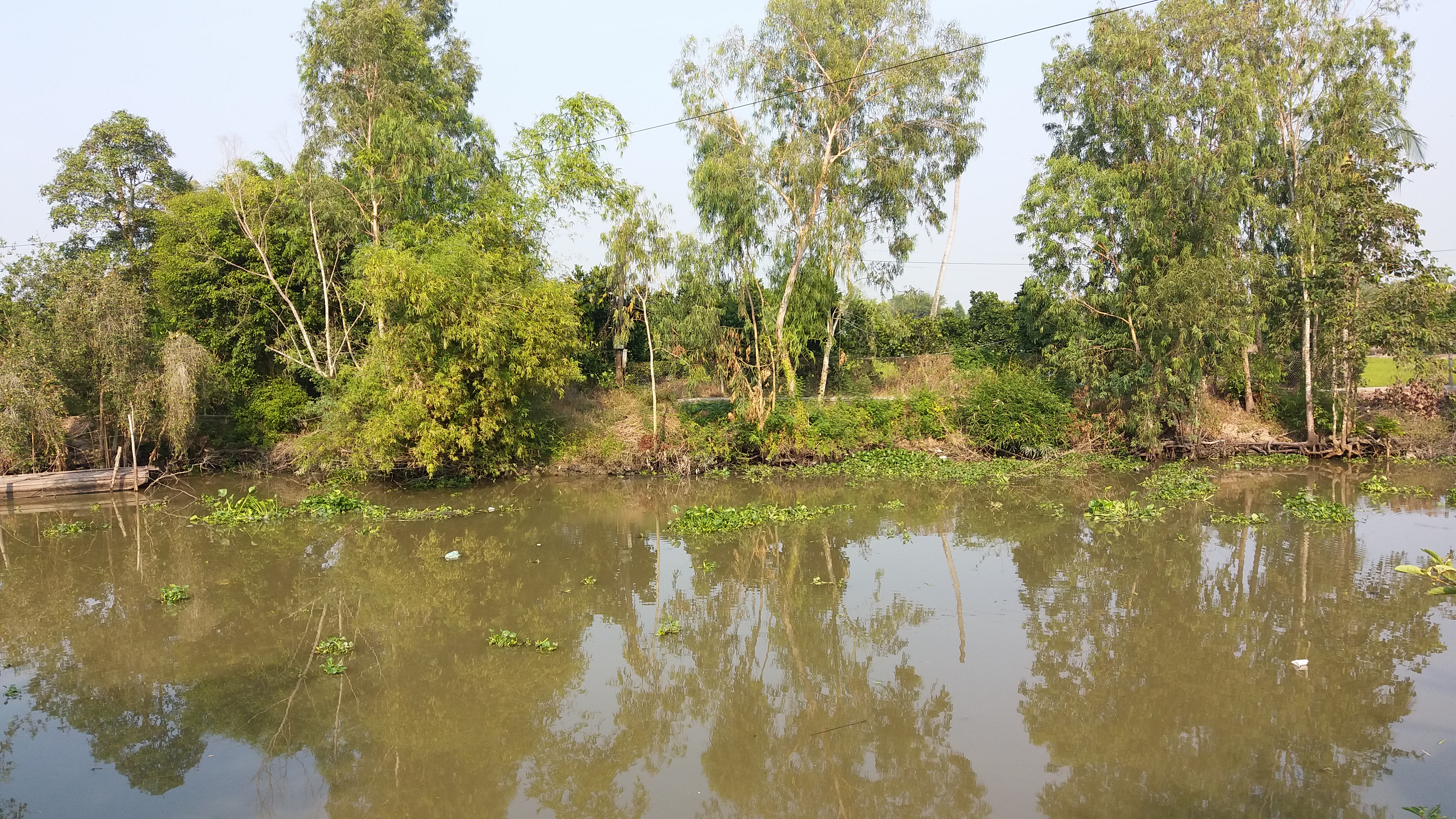
kênh Một Thước, từ bờ thuộc xã Mỹ Hội nhìn sang bờ thuộc Mỹ Thành Bắc.
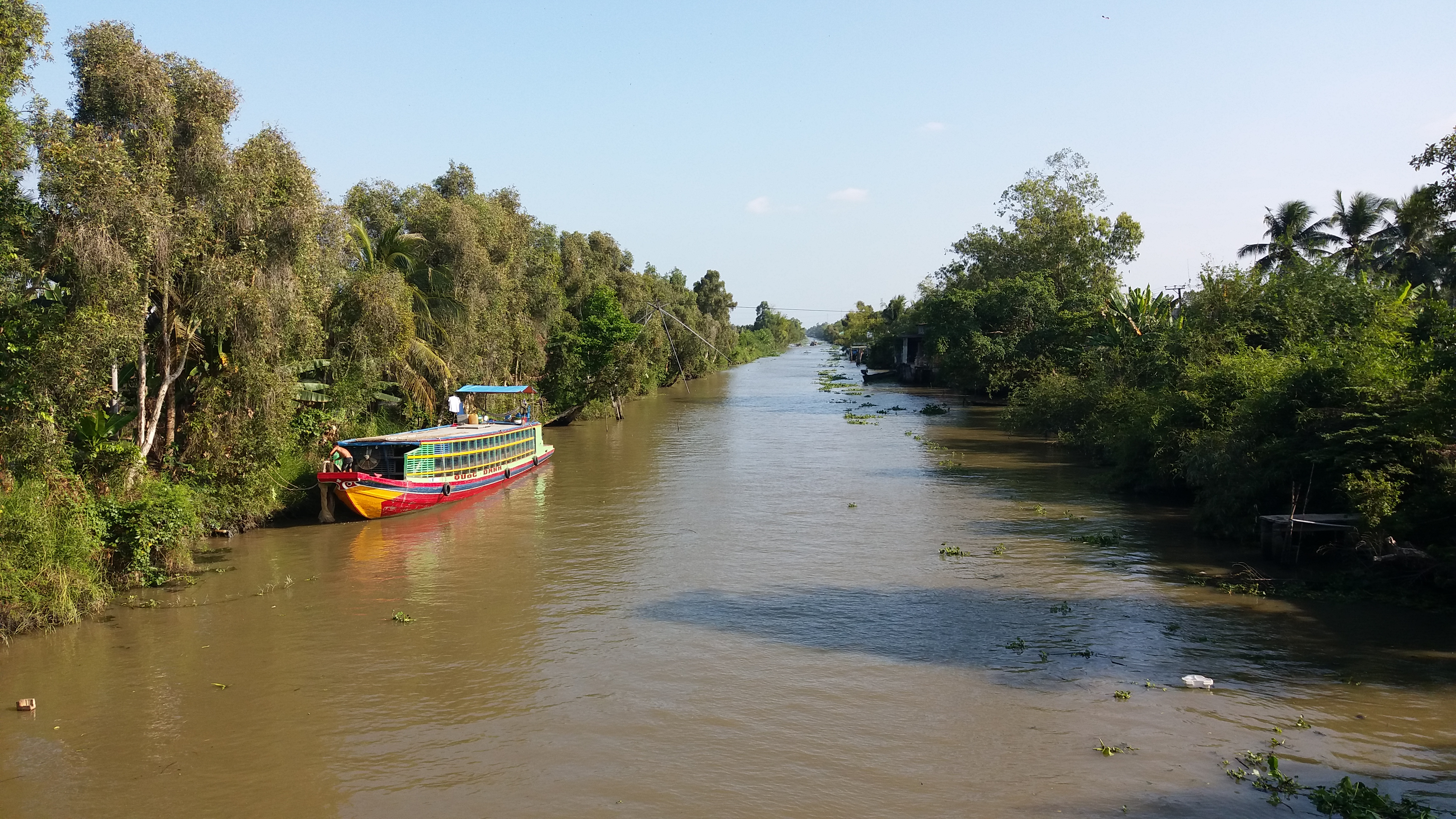
kênh 10, nhìn về hướng nam.